# Здание Политехнического института (Екатеринбург)
Зда́ние Политехни́ческого институ́та (главный учебный корпус Уральского государственного технического университета) находится в Кировском районе Екатеринбурга по адресу улица Мира, 19. Строилось в 1929—1939 годах в стиле конструктивизма с элементами неоклассики по проекту Георгия Яковлевича Вольфензона, А. П. Уткина и Константина Трофимовича Бабыкина. Первоначальный конструктивисткий проект принадлежит авторству Сергея Егоровича Чернышёва.
Расположенный на возвышенности, действующий главный учебный корпус УГТУ (с 2009 года в составе Уральского федерального университета) завершает перспективу проспекта Ленина и площади Кирова, являясь архитектурно доминантой всего комплекса учебных корпусов. С 1974 года здание является памятником градостроительства и архитектуры в статусе объекта культурного наследия России федерального значения.

## История
Главный корпус замыкал собой перспективу центральной городской магистрали, ось которой совпадала с осью здания. Расположение здания на возвышенном месте, видном на большом расстоянии из центра города, побудило разрешить его в крупных членениях, воспринимаемых издалека. В композиции главный фасад сильно акцентирован мощным ионическим портиком центрального входа в здание. Торцы выступающих крыльев также подчёркнуты лицевыми портиками и колоннадой. В целях лучшего восприятия издали основного мотива композиции ордер портиков поднят над уровнем земли на высоту второго этажа, где расположено главное фойе и культурно-бытовые помещения института. Курдонёр, превращённый в сквер, связан с главным портиком широкой двухсторонней лестницей.

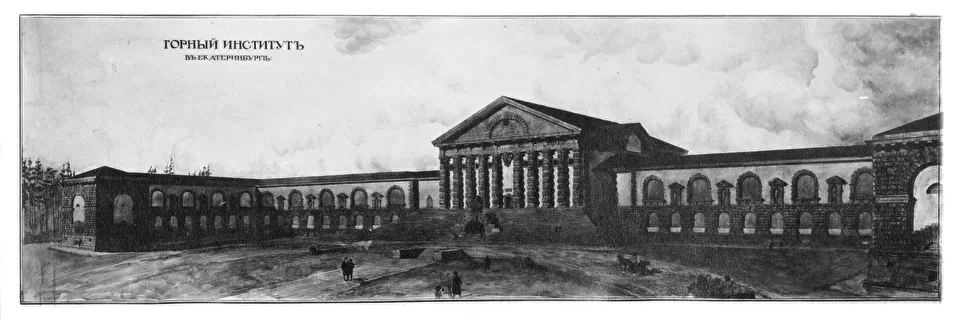
Проект здания Горного института в Екатеринбурге братьев Бернардацци

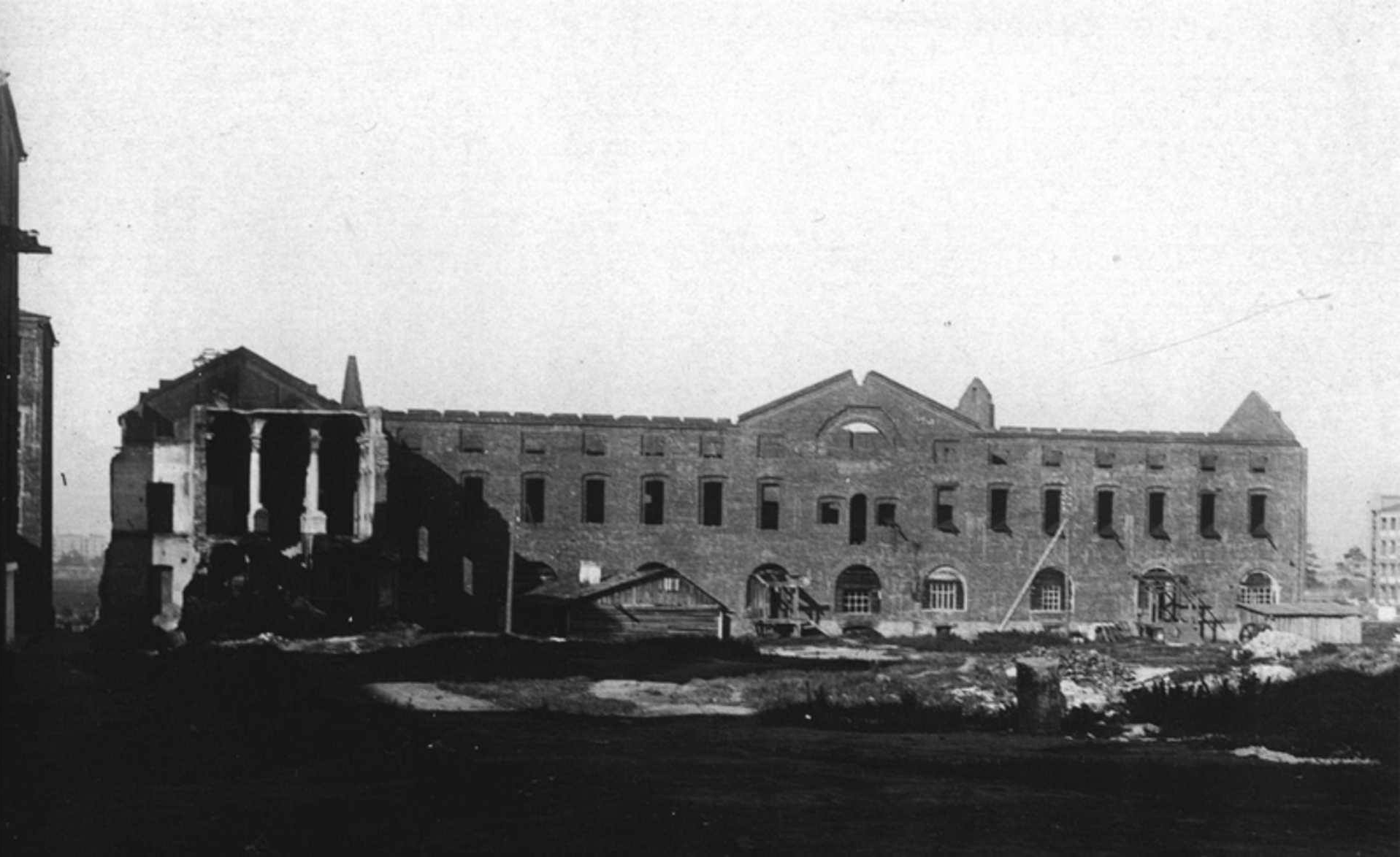
Недостроенное здание Горного института (начало XX века)

3 июля 1914 года законом Николая II «Об учреждении горного института в городе Екатеринбурге» предписывалось создать в городе высшее учебное заведение в составе 19 кафедр. Место было выбрано на болотистом пустыре на востоке Екатеринбурга, в районе перекрёстка Главного проспекта и будущей Кузбасской улицы, поскольку незастроенные территории в западной части города находились в собственности Верх-Исетского горного округа. В 1915 году проект здания института в палладианском стиле выполнили архитекторы Александр и Евгений Бернардацци. Проект был принят 7 ноября 1915 года на заседании городской строительной комиссии. Война помешала развитию строительства, а первые занятия начались лишь 10 октября 1917 года в съёмных помещениях. К этому времени здание было построено лишь на 30—40 %. В годы Гражданской войны в недостроенном здании размещали солдат, позднее его забросили. К 1930 году здание практически полностью разобрали на стройматериалы владельцы расположенных вблизи частных домов. Оставшиеся постройки были взорваны в 1940 году в ходе проводившихся в Свердловске учений по противовоздушной обороне, но развалины оставались на месте современной площади Кирова, вблизи уже строящегося корпуса химико-технологического факультета, до середины 1950-х годов.
В 1925 году Политехнический институт, первоначально входивший в состав учреждённого в 1920 году в Екатеринбурге Уральского государственного университета, выделился в самостоятельный вуз, переименованный в 1934 году в Уральский индустриальный институт, а в 1948 году — в Уральский политехнический институт имени С. М. Кирова. В 1927 году комиссия Совета народных комиссаров РСФСР, оценивавшая перспективы обучения рабочих кадров в Свердловске, указала на невозможность выполнения учебного плана из-за отсутствия нормальных условий для обучения студентов и разбросанности учебных корпусов по городу. Заброшенное здание Горного института было признано непригодным для возобновления строительства. После этого были выпущены постановления о срочном строительстве в стране зданий для технических вузов, а под эгидой Народного комиссариата просвещения был организован всесоюзный конкурс на проектирование в Свердловске комплекса Политехнического института из шести учебных корпусов общей площадью в 44 тысяч м².
В конкурсе проектов главного учебного конкурса победил конструктивистский вариант московского архитектора Сергея Егоровича Чернышёва. В 1929 году постановлением Уралоблисполкома группе в составе Константина Трофимовича Бабыкина, Александра Борисовича Горшкова и А. В. Каца было поручено на основе проекта Чернышёва выполнить окончательный проект всего комплекса зданий института, а также генплан будущего Втузгородка, где предусматривалось строительство жилых домов для преподавателей, общежитий, школ и детских садов. Под эгидой Уралгипромеза работали несколько проектных групп, отвечавших за разные здания. В дальнейшем, с учётом создания объединённого института и утверждения генплана застройки Втузгородка, первоначальный проект главного корпуса, выполненный Чернышёвым, был переработан группой в составе архитекторов Георгия Яковлевича Вольфензона и А. П. Уткина — сотрудников мастерской № 2 Московского архитектурного института — под руководством Бабыкина. При этом конструктивистский стиль было решено обогатить неоклассическими элементами. Так, окончательный проект главного корпуса приобрёл классические портики и богато декорированные интерьеры. В 1929 году восточнее заброшенного здания Горного института началось возведение основных зданий будущего комплекса, включая главный корпус. Надстройку классических портиков и закладку уже конструктивистских вертикальных окон лестничных маршей осуществляли в конце 1930-х годов.
Для доставки грузов и материалов к месту строительства по Комсомольской улице проложили узкоколейную железную дорогу. Строительство основных корпусов предполагалось закончить к 1932 году — 15-летней годовщине Октябрьской революции. Но из-за дефицита материалов и рабочих и инженерных кадров к этому времени строительные работы не были завершены, возведённые конструкции зданий были неоштукатурены, тротуары на территории Втузгородка попросту отсутствовали, люди перемещались по деревянным настилам. Большинство работ выполняли студенты института, авторский надзор за строительством ежедневно осуществлял сам Бабыкин. К 1932 году удалось завершить строительство только северного и южного блоков будущего главного корпуса. В этом же году недостроенное здание пострадало от пожара. Впоследствии постройка, вынужденно заколоченная досками, простояла в таком состоянии вплоть до 1937 года. Весомый вклад в организацию строительства главного корпуса внёс назначенный в октябре 1937 года на должность директора Уральского индустриального института Аркадий Семёнович Качко, привлекавший к отделке здания мастеров московского Метростроя и обеспечивавший доставку дефицитных материалов на стройку. Украшенное внушительными портиками здание с просторным фойе и актовым залом на 1100 мест было сдано в эксплуатацию только в 1939 году.

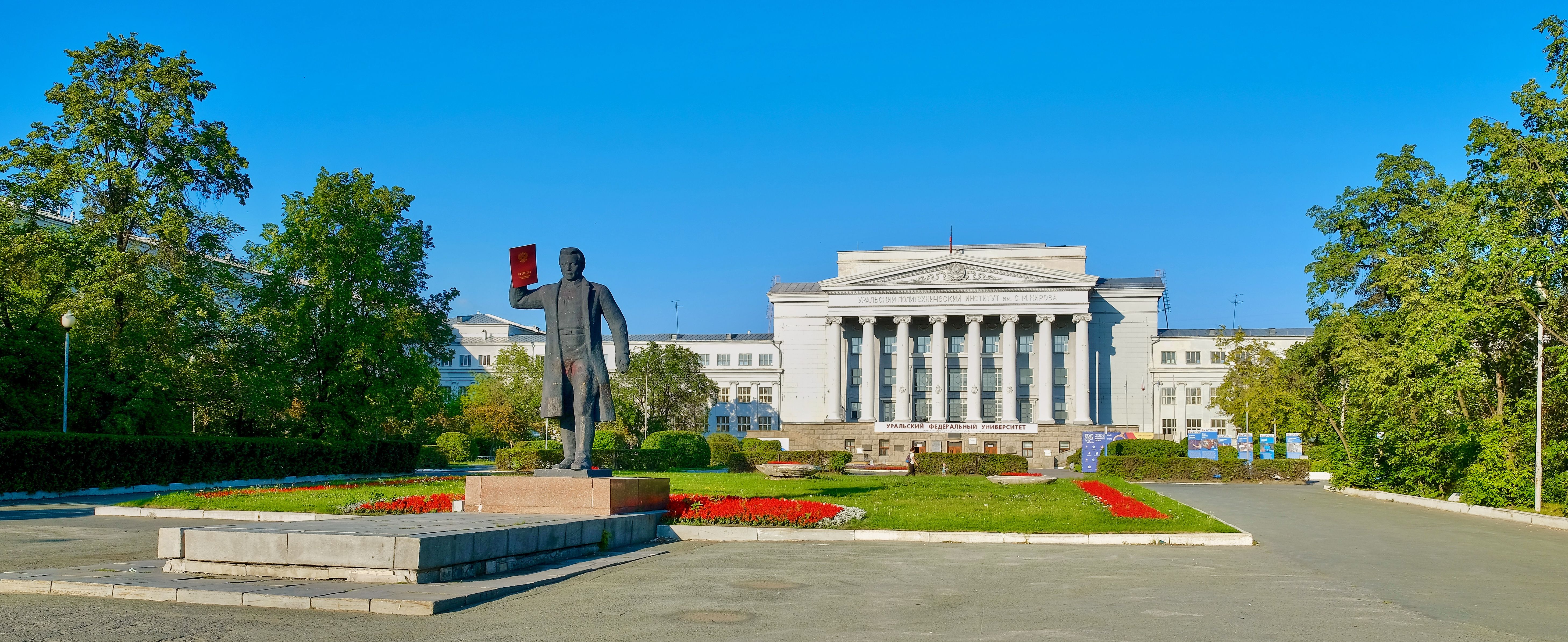
Вид с улицы Мира на главный корпус и памятник С. М. Кирову

В годы Великой Отечественной войны в главном корпусе размещались несколько эвакуированных предприятий, включая инструментальный завод. Полностью строительные работы завершились с благоустройством территории перед зданием в 1948 году. В 1947 году перед главным корпусом установили гипсовый памятник Сергею Мироновичу Кирову, выполненный по модели скульптора Николая Васильевича Томского. Со временем памятник, разрушаемый осадками, пришёл в негодность. В 1982 году на большем удалении от главного корпуса установили новый бронзовый монумент работы скульптора М. Г. Пушкина и архитекторов Григория Васильевича Мазаева и Геннадия Ивановича Белянкина. Расположенный на возвышенности, главный корпус завершал перспективу площади Кирова, благоустроенной в 1956 году по проекту Гуго Вильгельмовича Шауфлера.
4 декабря 1974 года постановлением Совета Министров РСФСР здание приобрело статус объекта культурного наследия России федерального значения в качестве памятника градостроительства и архитектуры.

## Архитектура

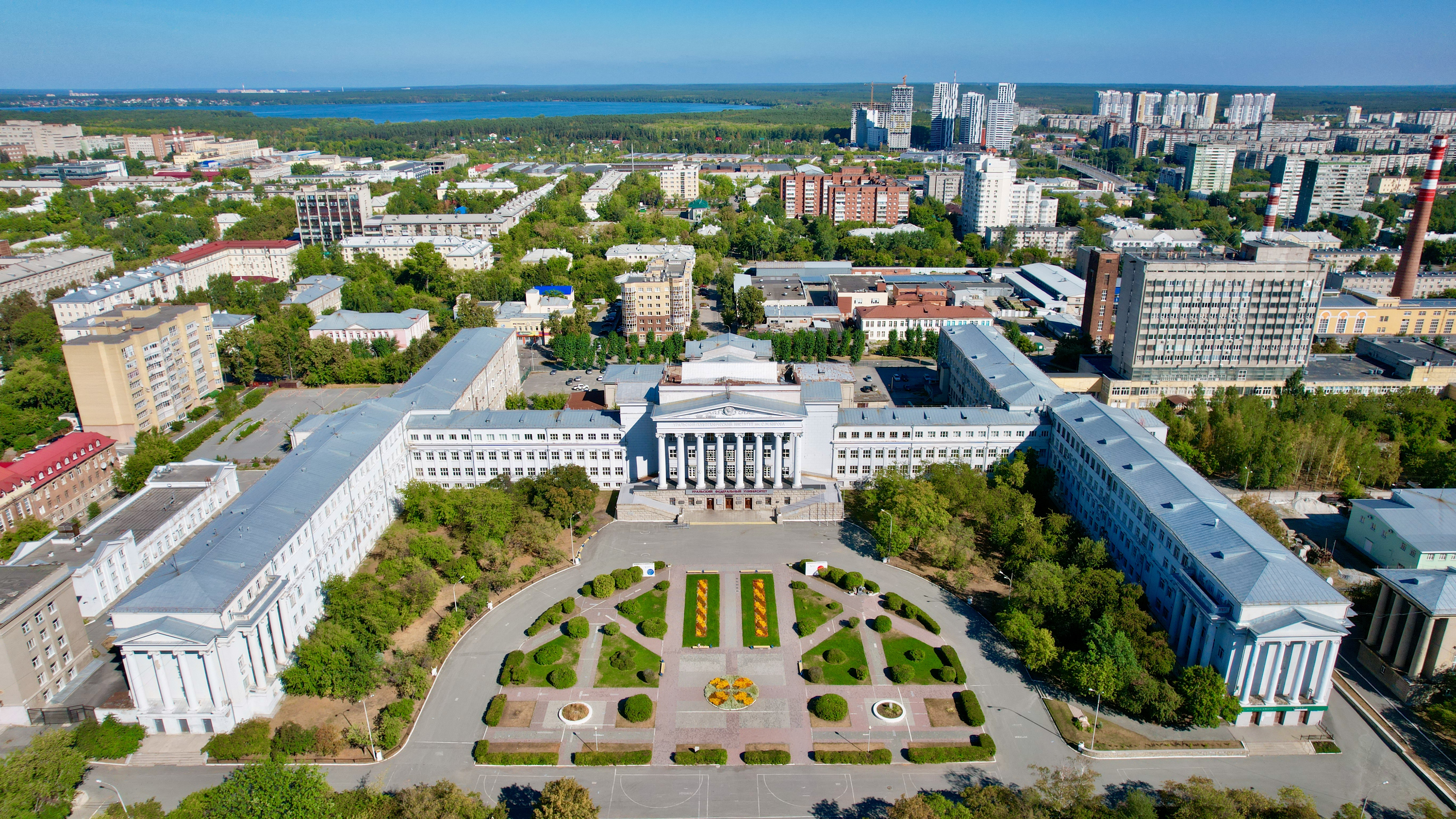
Вид с высоты

Здание в форме буквы «Н» имеет сложную пространственную композицию, состоящую из четырёх разных по длине и ширине объёмов. Павильонная планировка, применённая Чернышёвым, характерна для архитектуры конструктивизма. Главный П-образный западный фасад здания, образующий глубокий курдонёр, выходит на площадь Кирова, пересекаемую улицей Мира и оканчивающуюся цветочным партером на склоне холма в сторону улицы Гагарина. Восточный фасад, сохранивший первоначальные конструктивистские черты, выходит на улицу Софьи Ковалевской, северный и южный боковые фасады обращены вглубь квартала. Южный объём переходами соединяется со зданием теплоэнергетического факультета и физико-технического факультета. Портик южного флигельного блока стилистически перекликается с портиком соседнего корпуса физико-технического факультета. Центральный объём повышен над уровнем далеко выступающего восьмиколонного портика ионического ордера на одноэтажном цоколе.

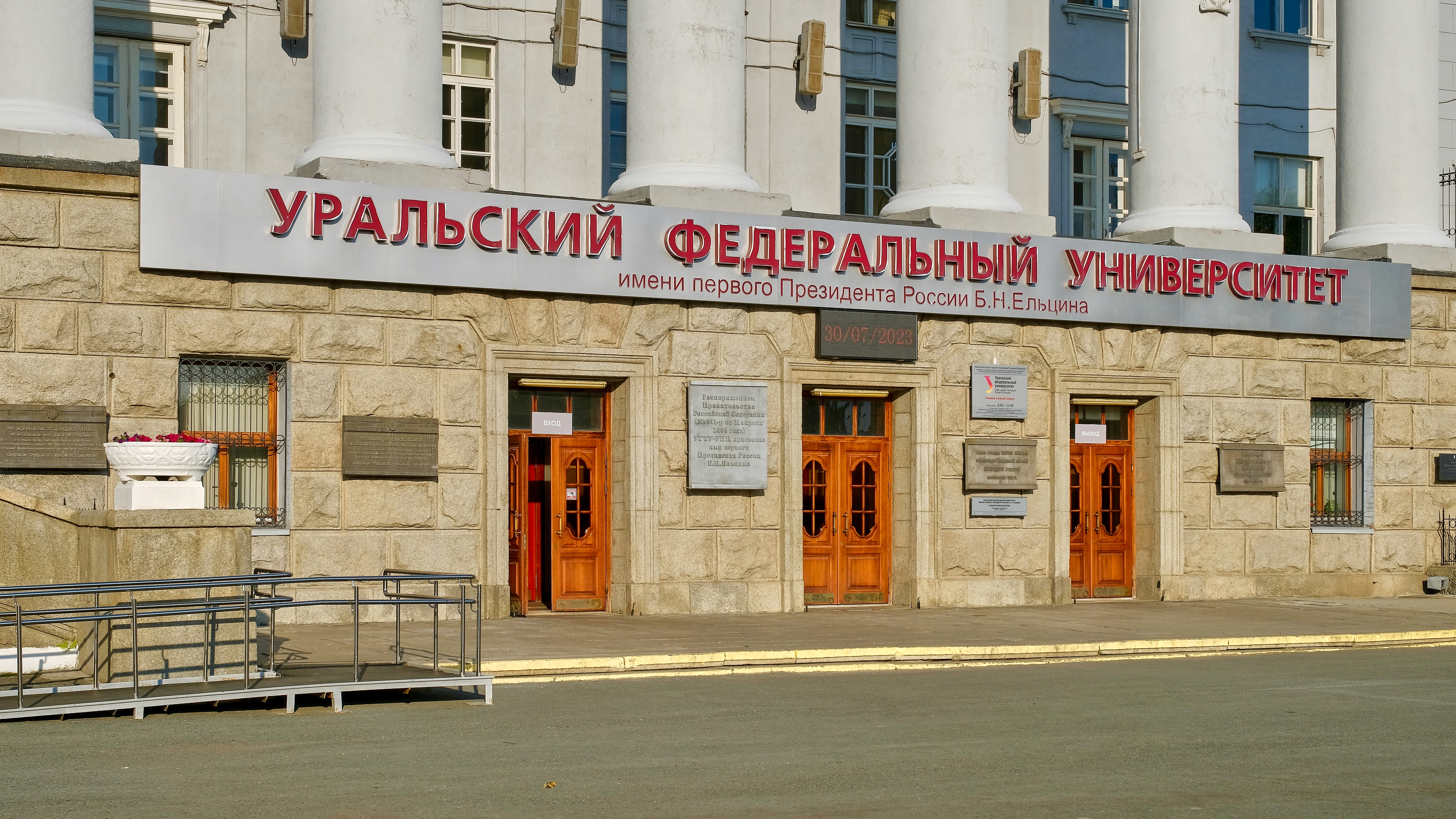
Цоколь главного фасада

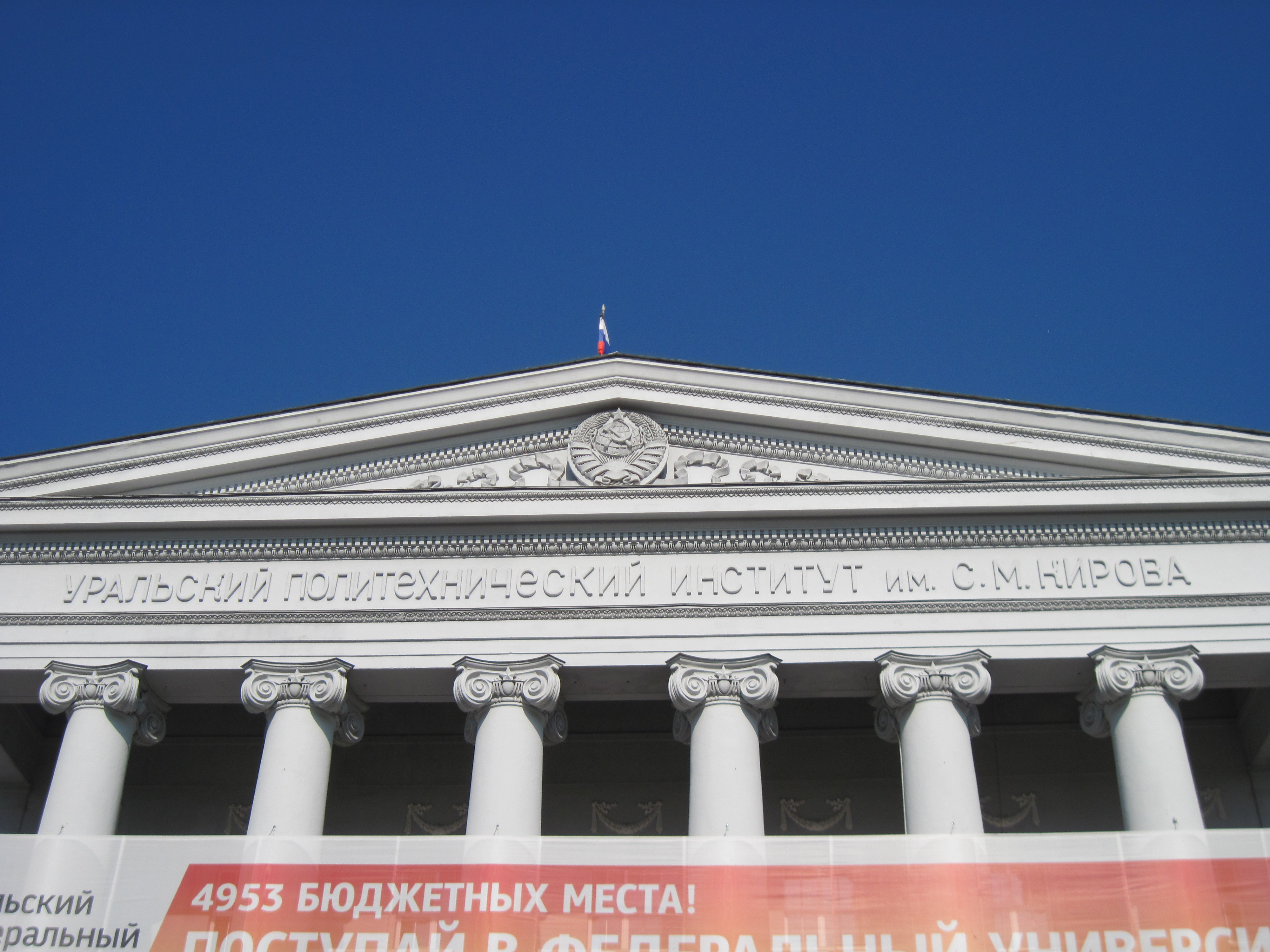
Карниз и фронтон главного фасада

Главный фасад акцентирован большими окнами, разделёнными междуэтажным карнизом со стилизованными пилястрами ионического ордера в простенках. Портик увенчан сложным карнизом и фризом с надписью «Уральский политехнический институт имени С. М. Кирова», низкий фронтон украшен гербом СССР в тимпане. Нижние части фасада по сторонам от портика украшены рустовкой. По обеим сторонам от цоколя главного входа выполнены пандусы со скатами с гранитной облицовкой. Торцы флигельных блоков, огибающие концы блоков с трёх сторон, также имеют портики ионического ордера, опирающиеся на одноэтажные цоколи. Торцевые портики увенчаны низкими фронтонами с балюстрадами, контрастирующими с гладкими стенами пятого этажа. Главный и торцевые фасады имеют углублённые деревянные дверные полотна входов.
На первом этаже находится объёмный вестибюль с двумя рядами четырёхгранных опор, облицованных мрамором и украшенных капителями из листьев аканта. Кессонированный потолок вестибюля декорирован лепниной в виде обрамляющего орнамента из иоников, розетками и модульонами. К вестибюлю по бокам примыкают гранитные парадные лестницы с балюстрадами с чередующимися широкими и двумя узкими маршами. С восточной стороны к вестибюлю примыкает коридор, по обеим сторонам которого расположены столовые, обеденные залы и буфеты. На втором этаже центрального объёма находится обширное фойе, актовый зал, два читальных зала, а также помещения клуба. По периметру фойе устроена колоннада в ионическом стиле, несущая двухъярусную галерею, украшенную ограждающей балюстрадой. Распалубка парусного свода фойе выполнена в виде подпружных арок, опирающихся на колоннаду, антаблемент по всему периметру и потолок обильно украшены гирляндами, розетками и мелким лепным орнаментом. В пятом этаже над фойе расположен просторный чертёжный зал с четырёхгранными опорами по периметру.
Сложность поэтажной планировки блоков вызвана различиями в их назначении. Три этажа объединяющего центрального блока спланированы в коридорном типе с односторонней застройкой под административные помещения. На четвёртом этаже расположены две обширные римские аудитории. Боковые объёмы отличаются поэтажными планами коридорного типа с двухсторонним расположением учебных помещений. В местах смещения продольных частей боковых объёмов на этажах выполнены холлы с четырёхгранными опорами в центре.
Интерьеры центральной части здания украшают картины кисти уральских и московских художников, экспонировавшиеся на выставке в музее университета в мае 1980 года. Современный набор полотен включает в себя произведения Вениамина Арсентьевича Степанова («Студенты 20-х годов», 1979), Анатолия Александровича Калашникова («На Колчака», 1979), Владимира Алексеевича Чурсина («Проводы студентов УПИ на фронт в 1941 году», «Студенты»), Дмитрия Руслановича Кобозева «Совет народных комиссаров за обсуждением в 1920 году проекта создания института в г. Екатеринбурге», 1980), Андрея Львовича Соловьёва («Ректор Уральского индустриального института А. С. Качко с рабочими на строительной площадке Главного учебного корпуса в 1939 г.», 1980), Ахмета Ибадулловича (Абадуловича) Китаева («Профессора Уральского политехнического института в фойе Главного учебного корпуса», 1980).
Здание главного корпуса является доминирующим центром архитектурного ансамбля учебных корпусов Политехнического института. Оно представляет собой образец пространственно сложного сооружения 1930-х годов, выполненного в формах конструктивизма с классическими декоративными элементами, интерьерами и архитектурой фасадов.

Интерьеры здания
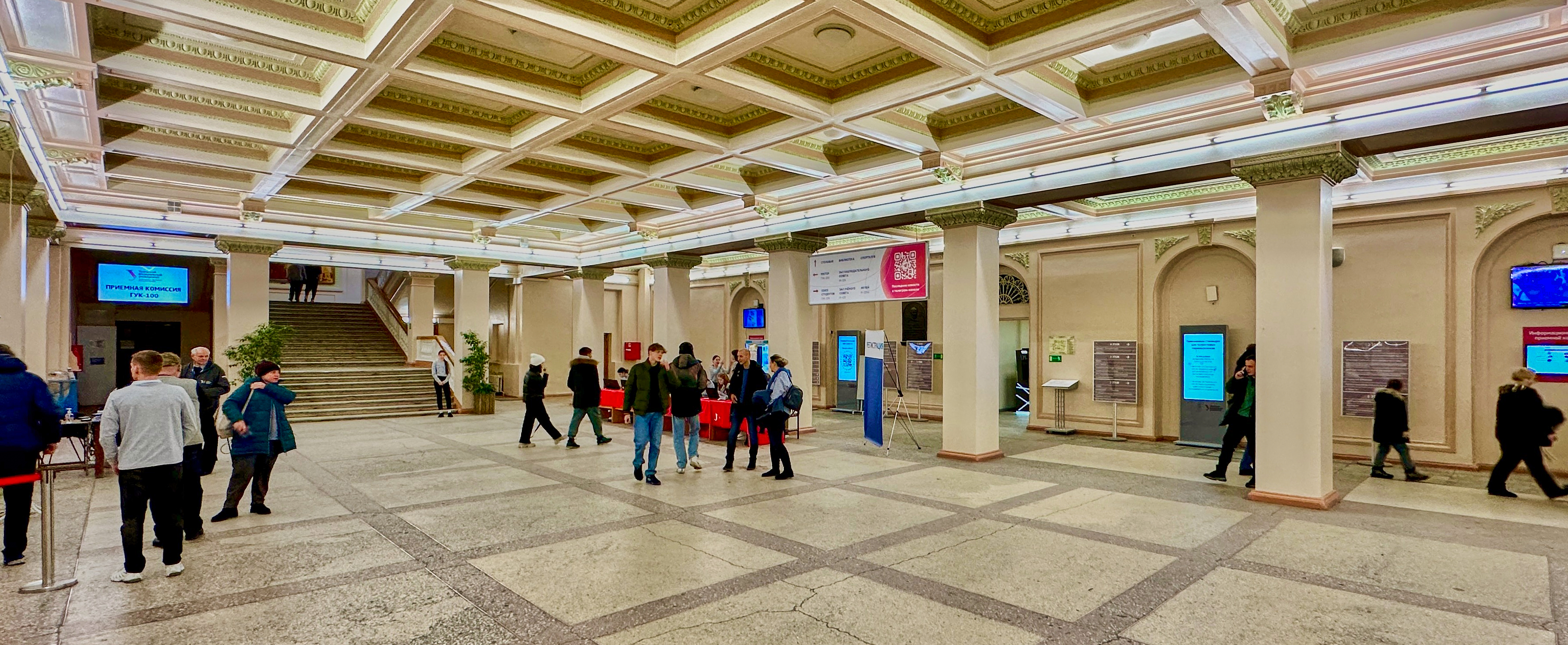
Главный вестибюль
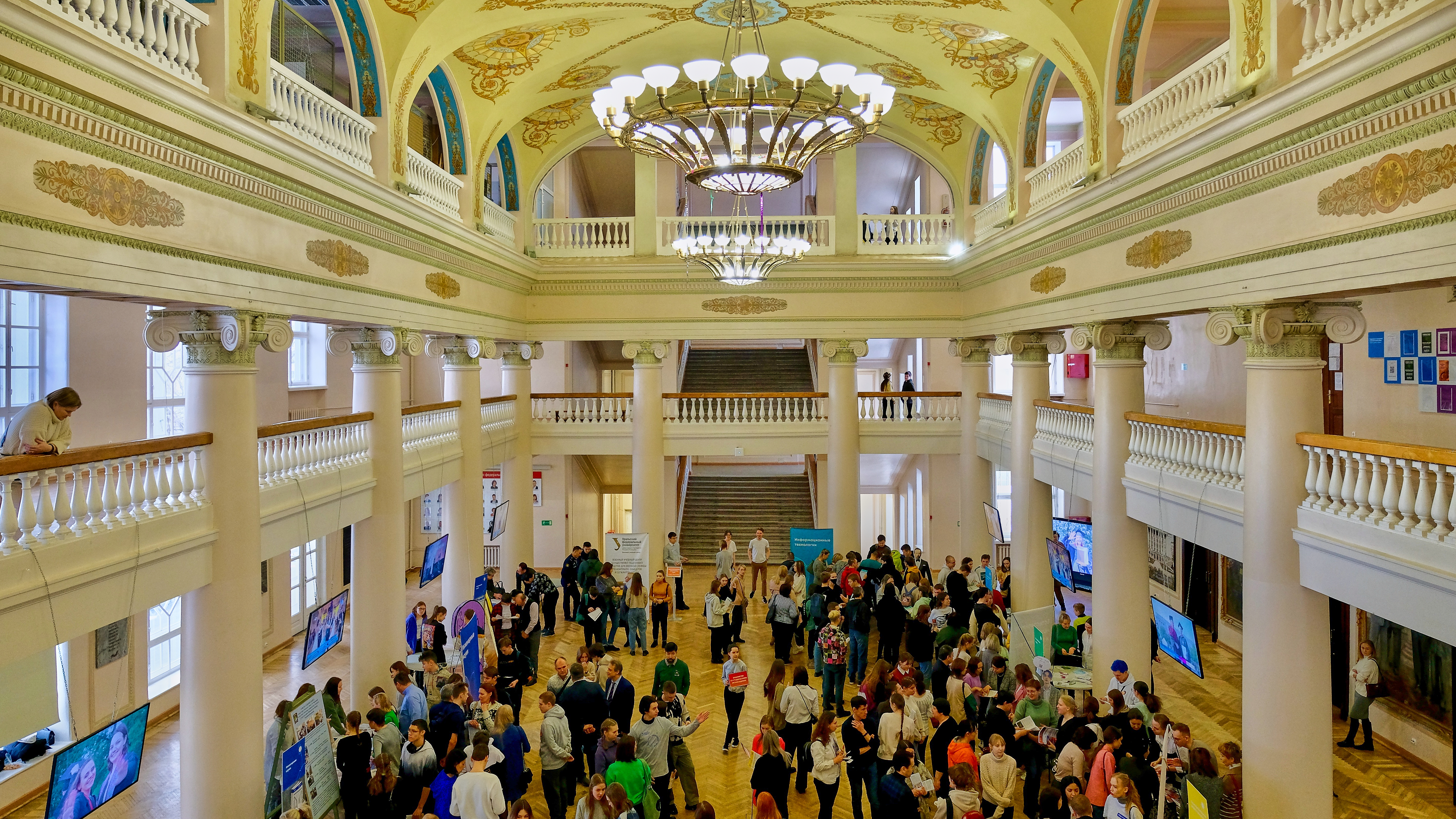
Фойе второго этажа
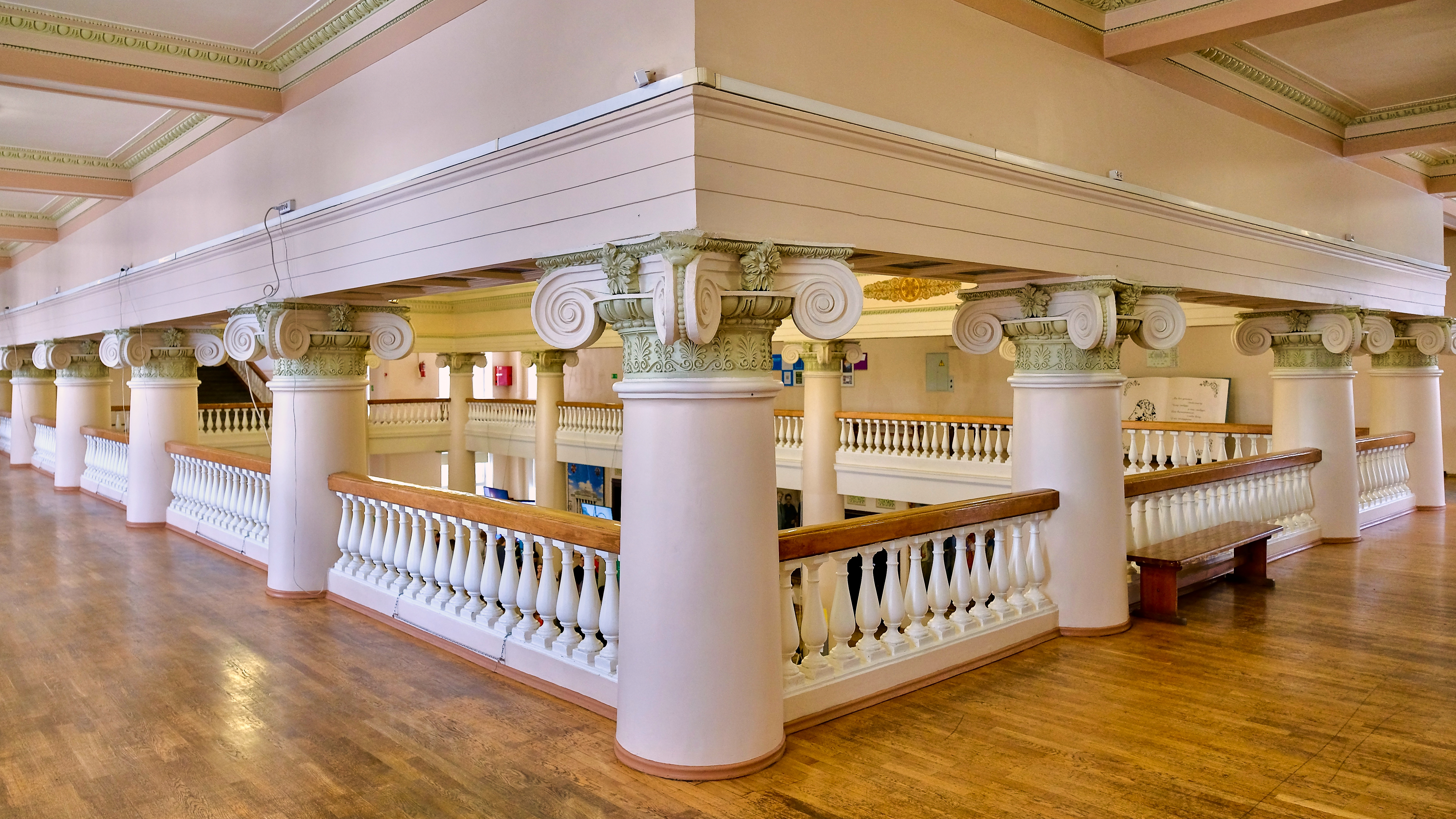
Колонны и балюстрады галереи на втором этаже
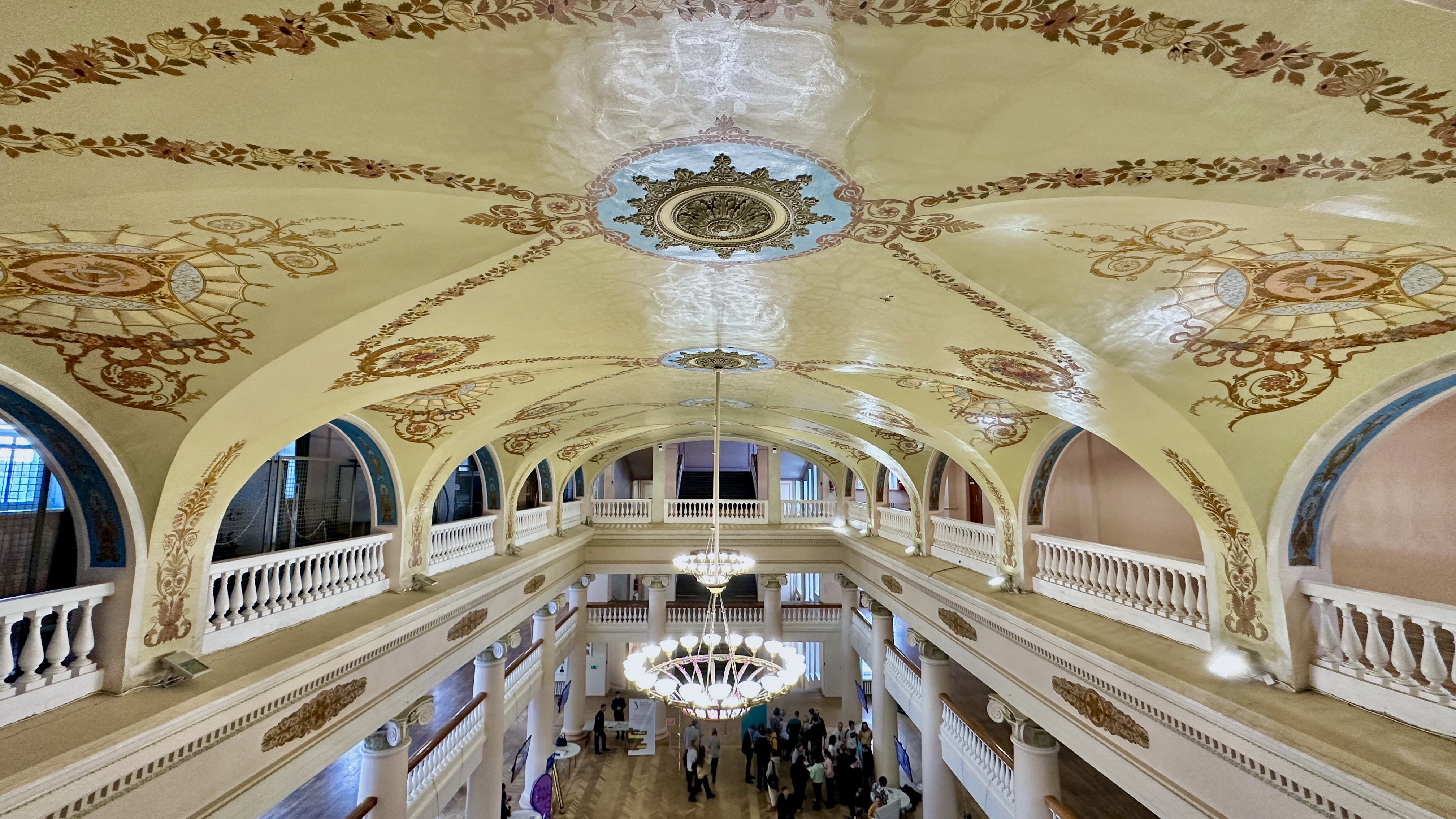
Арки и потолок фойе на третьем этаже